# Chartronges
Chartronges település Franciaországban, Seine-et-Marne megyében. Lakosainak száma 302 fő (2022. január 1.). Chartronges Jouy-sur-Morin, Saint-Mars-Vieux-Maisons, Choisy-en-Brie, La Ferté-Gaucher és Leudon-en-Brie községekkel határos.

## Népesség
A település népességének változása:
| Lakosok száma | 295  | 299  | 296  | 295  | 299  | 299  | 300  | 302  |
|               | 2013 | 2015 | 2017 | 2018 | 2019 | 2020 | 2021 | 2022 |